# Laila Lockhart Kraner
Laila Lockhart Kraner, född 29 maj 2008 i Boca Raton, Florida, är en amerikansk skådespelare.
Kraner har bland annat medverkat i TV-serierna Shots Fired och Gabbys dockskåp. Hon har även medverkat i filmen The Secret of Sinchanee.

## Filmografi (i urval)
- 2017 – Shots Fired (TV-serie)
- 2021 – The Secret of Sinchanee
- 2021–2022 – The 45 Rules of Divorce (TV-serie)
- 2021–2024 – Gabbys dockskåp (TV-serie)
- 2025 – Gabby's Dollhouse: The Movie